# Fisiculturismo nos Jogos Mundiais de 2009
As competições de fisiculturismo nos Jogos Mundiais de 2009 ocorreram entre 18 e 19 de julho no Centro Cultural Jhihde Hall. Sete eventos foram disputados.

## Quadro de medalhas
| Ordem | País          | Medalha de ouro | Medalha de prata | Medalha de bronze |    |
| ----- | ------------- | --------------- | ---------------- | ----------------- | -- |
| 1     | Ucrânia       | 3               | 1                | 1                 | 5  |
| 2     | Coreia do Sul | 3               |                  |                   | 3  |
| 3     | Eslováquia    | 1               | 1                | 2                 | 4  |
| 4     | Brasil        |                 | 2                |                   | 2  |
| 5     | Taipé Chinesa |                 | 1                | 1                 | 2  |
| 6     | Lituânia      |                 | 1                |                   | 1  |
| 6     | Catar         |                 | 1                |                   | 1  |
| 8     | Japão         |                 |                  | 2                 | 2  |
| 9     | Egito         |                 |                  | 1                 | 1  |
| TOTAL | TOTAL         | 7               | 7                | 7                 | 21 |

## Medalhistas
| Evento                                | Ouro                   | Prata                             | Bronze                       |
| Fitness feminino (detalhes)           | UKR Alevtyna Titarenko | BRA Diana Almeida                 | SVK Anna Mozolany-Urbanikova |
| Peso leve feminino (detalhes)         | LTU Alina Cepurniene   | SVK Jana Purdjakova               | UKR Nataliia Dichikovska     |
| Peso leve masculino (detalhes)        | KOR Kim Byung Soo      | UKR Vyacheslav Makogon            | JPN Masahiro Sue             |
| Peso meio-médio masculino (detalhes)  | KOR Boo Changsoon      | SVK Igor Kocis                    | TPE Huang Chien-chih         |
| Peso médio masculino (detalhes)       | UKR Beila Balog        | TPE Hsu Chung-huang               | JPN Masashi Suzuki           |
| Peso meio-pesado masculino (detalhes) | KOR Lee Jin Ho         | BRA Luiz Sarmento                 | EGY Mohamed Kotb             |
| Peso pesado masculino (detalhes)      | UKR Oleksandr Bilous   | QAT Kamal Abdullsalam Abdulrahman | SVK Peter Tatarka            |